# La Rovira (Seva)
La Rovira és una masia de Seva (Osona) inclosa a l'Inventari del Patrimoni Arquitectònic de Catalunya.

## Descripció
Edifici de mitjanes proporcions. Teulada a quatre vents. La planta és quadrangular. L'edifici consta d'una planta i dos pisos: la portalada d'entrada és adovellada, en el primer pis, quatre finestres de pedra vermella més petites. Les obertures guarden molta simetria, ha estat molt restaurada i ben conservada. Davant la casa i a la banda esquerra hi ha un altre edifici que segueix la tipologia anterior.